# Mossack Fonseca
Mossack Fonseca & Cо. — юридична фірма зі штаб-квартирою в Панамі і більш ніж 40 офісами по всьому світу. Заснована в 1977 році Юргеном Моссаком (Jurgen Mossack) і Рамоном Фонсека (Ramón Fonseca Mora). Спеціалізується з торговельного права, трастових послуг, а також фінансового консультування приватних осіб і організацій.
Входить до сімки компаній, що дають в сукупності більше половини доходів компаній, зареєстрованих в Панамі і вважається четвертою за розміром юридичною фірмою-спеціалістом з офшорів. Має відділення в декількох країнах Латинської Америки, США і Європі, в тому числі два відділення в Швейцарії.
За наявними відомостями компанія, імовірно, надає допомогу іноземним громадянам в ухиленні від сплати податків в їх власних країнах і відмиванні грошей. Компанію також звинувачують в наданні допомоги в обході міжнародних санкцій. Так, 3 квітня 2016 року було оприлюднено витік 11 мільйонів секретних документів (так звані «Панамські документи»), які свідчать про те, що компанія надавала допомогу клієнтам в незаконному переведенні великих грошових сум в офшори.
В лютому 2017 власники компанії Рамон Фонсека і Юрген Моссак були затримані у Панамі за звинуваченням у сприянні дачі хабарів та створенні офшорних рахунків. У квітні вони були звільнені під заставу.

## Міжнародні скандали
В 2016 році компанія стала суб'єктом гучного міжнародного скандалу через витік конфіденційної інформації про активи та власність політиків з різних країн та інших публічних діячів.
Панамські документи складаються з 11,5 мільйонів внутрішніх документів Mossack Fonseca. Джерелом витоку є анонімна особа, яка передала документи німецькій газеті «Зюддойче цайтунг» більш ніж за рік до публічного повідомлення про витік. Після того газета поділилася інформацією з Міжнародним консорціумом журналістів-розслідувачів (International Consortium of Investigative Journalists — ICIJ). Документи опрацьовували журналісти 107 ЗМІ з 78 країн. Перші результати розслідувань були опубліковані 3 квітня 2016 року.

## Mossack Fonseca і Україна
В судових документах у справі Лазаренка Mossack Fonseca фігурувала як засновник компанії B.V.I. shell, яка, у свою чергу, була батьківською компанією для компанії ЄЕСУ Юлії Тимошенко.
Фігурантами витоку даних з Mossack Fonseca були Президент України Петро Порошенко, міський голова Одеси Геннадій Труханов, колишній Прем'єр-міністр України Павло Лазаренко, підприємець і помічник Лазаренка Петро Кириченко, британсько-український підприємець Мохаммад Захур.